# ساكن الظلام
«ساكن الظلام» (بالإنجليزية: The Haunter of the Dark)‏ هي قصة رعب قصيرة كتبها هوارد فيليبس لافكرافت في نوفمبر 1935، ونشرت في عدد ديسمبر 1936 من مجلة حكايات غريبة (المجلد 28، العدد 5، ص 538-53). وهي جزء من حكايات كثولو ميثوس، وهي تتمة لقصة «المتثاقل من النجوم»، بقلم روبرت بلوتش. كتب بلوتش لاحقا قصة ثالثة في هذا التسلسل، «الظل من القبة»، في عام 1950. وأتى عنوان القصة من المقطع الثاني من قصيدة لافكرافت في عام 1917 «العدو» Nemesis.